# Ligne 1 du métro de Mexico
Pour les articles homonymes, voir Ligne 1.
La ligne 1 est une des douze lignes du métro de Mexico, au Mexique. Il est entré en service le 4 septembre 1969.
Elle comporte vingt stations réparties sur dix-huit kilomètres.

## Histoire

### Chronologie

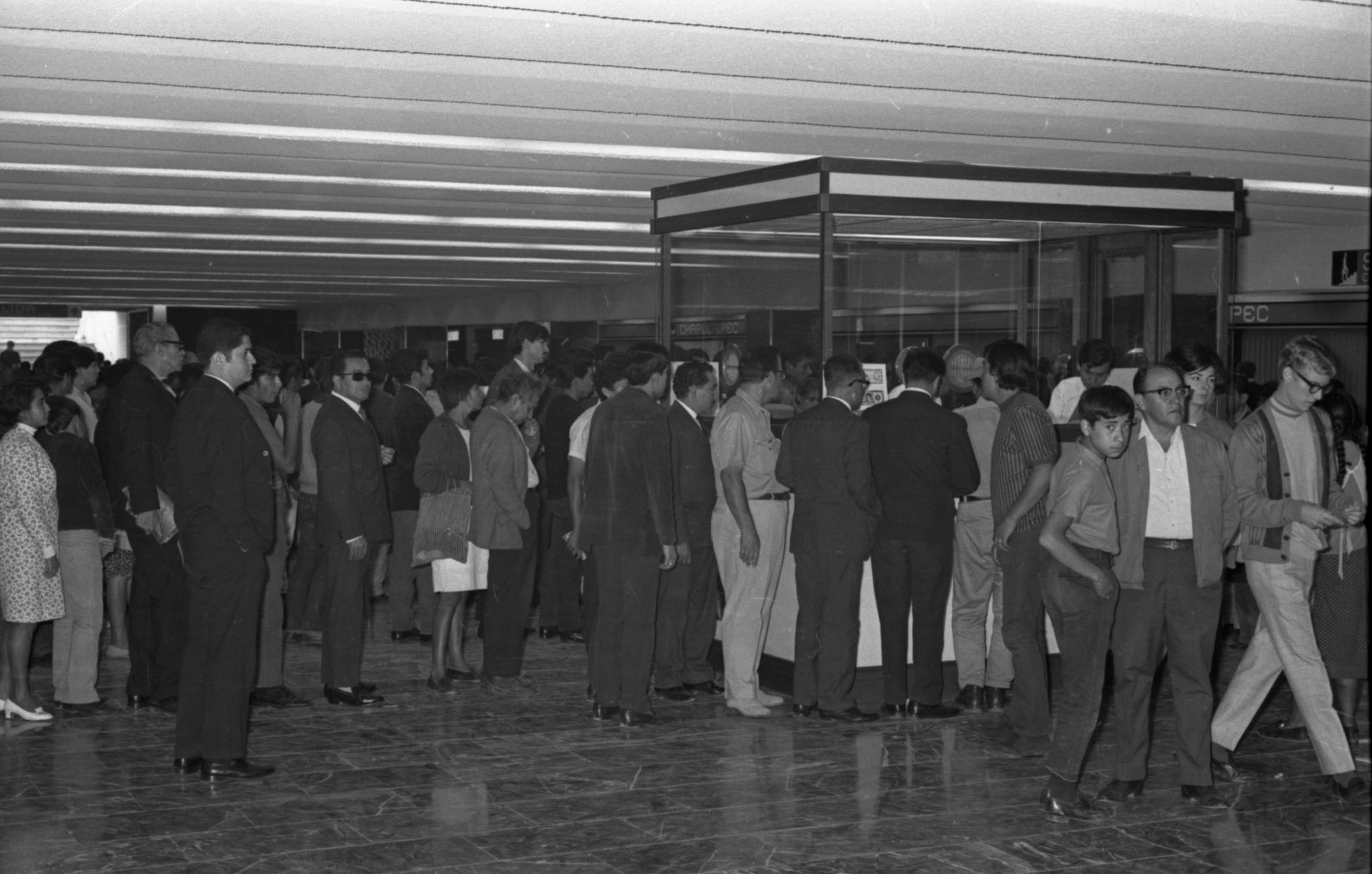
Gens achetant des billets le premier jour des opérations de la ligne, le 5 septembre 1969.

- 17 juin 1967 : lancement des travaux de la ligne 1
- août 1969 : conversion en ligne sur pneumatiques avec matériel MP-68
- 4 septembre 1969 : mise en service de la ligne entre Zaragoza et Chapultepec
- 11 avril 1970 : prolongement de Chapultepec à Juanacatlán
- 20 novembre 1970 : prolongement de Juanacatlán à Tacubaya
- 10 juin 1972 : prolongement de Tacubaya à Observatorio
- 22 août 1984 : prolongement de Zaragoza à Pantitlán
- 1994 : la ligne est équipée de matériel sur pneumatiques NE-92

### Liste des stations
- Pantitlán
- Zaragoza
- Gómez Farías
- Boulevard Puerto Aéreo
- Balbuena
- Moctezuma
- San Lázaro
- Candelaria
- Merced
- Pino Suárez
- Isabel la Católica
- Salto del Agua
- Balderas
- Cuauhtémoc
- Insurgentes
- Sevilla
- Chapultepec
- Juanacatlán
- Tacubaya
- Observatorio

### Raccordements
- Avec la ligne 3, entre les stations Balderas et Salto del Agua, en direction de Pantitlán
- Avec la ligne 2, entre les stations Pino Suárez et Merced, en direction de Pantitlán